# Alex Jackson
Alexandra Elizabeth Alex Jackson (Dublín, Irlanda 10 de junio de 1952) es una nadadora retirada especializada en pruebas de estilo libre. Fue medalla de bronce en los 100 metros libres durante el Campeonato Europeo de Natación de 1970.
Representó a Reino Unido en los Juegos Olímpicos de México 1968.

## Palmarés internacional
| Campeonato Europeo de Natación | Campeonato Europeo de Natación | Campeonato Europeo de Natación | Campeonato Europeo de Natación |
| Año                            | Lugar                          | Medalla                        | Prueba                         |
| ------------------------------ | ------------------------------ | ------------------------------ | ------------------------------ |
| 1970                           | Barcelona ( España)            | Medalla de bronce              | 100 m libre                    |